# Internazionali Femminili di Palermo 2013
Internazionali Femminili di Palermo 2013 - жіночий професійний тенісний турнір, що проходив на відкритих кортах з ґрунтовим покриттям. Відбувсь удвадцятьшосте. Проходив у рамках Туру WTA 2013. Відбувся в Палермо (Італія) з 8 до 14 липня 2013 року.

## Учасниці основної сітки в одиночному розряді

### Сіяні
| Країна  | Гравчиня               | Рейтинг1 | Сіяна |
| ------- | ---------------------- | -------- | ----- |
| Італія  | Сара Еррані            | 5        | 1     |
| Італія  | Роберта Вінчі          | 11       | 2     |
| Франція | Крістіна Младенович    | 37       | 3     |
| Чехія   | Клара Закопалова       | 43       | 4     |
| Іспанія | Лурдес Домінгес Ліно   | 53       | 5     |
| Румунія | Ірина-Камелія Бегу     | 61       | 6     |
| Іспанія | Сільвія Солер-Еспіноса | 74       | 7     |
| Чехія   | Кароліна Плішкова      | 77       | 8     |

- 1 Рейтинг подано станом на 24 червня 2013

### Інші учасниці
Нижче наведено учасниць, які отримали вайлдкард на участь в основній сітці:
- Корінна Дентоні
- Сара Еррані
- Аліче Матеуччі

Нижче наведено гравчинь, які пробились в основну сітку через стадію кваліфікації:
- Крістіна Барруа
- Александра Дулгеру
- Джулія Гатто-Монтіконе
- Марія Жуан Келер

### Відмовились від участі
До початку турніру
- Алекса Ґлетч
- Татьяна Марія
- Паула Ормаечеа
- Ярослава Шведова

### Знялись
- Александра Дулгеру (травма пальців правої ноги)
- Міряна Лучич-Бароні (хворобу шлунково-кишкового тракту)

## Учасниці основної сітки в парному розряді

### Сіяні
| Країна     | Гравчиня            | Країна  | Гравчиня               | Рейтинг1 | Сіяна |
| ---------- | ------------------- | ------- | ---------------------- | -------- | ----- |
| Франція    | Крістіна Младенович | Польща  | Катажина Пітер         | 131      | 1     |
| Словаччина | Жанетта Гусарова    | Іспанія | Сільвія Солер-Еспіноса | 131      | 2     |
| Чехія      | Рената Ворачова     | Чехія   | Барбора Стрицова       | 137      | 3     |
| Хорватія   | Міряна Лучич-Бароні | Чехія   | Клара Закопалова       | 146      | 4     |

- 1 Рейтинг подано станом на 24 червня 2013

### Інші учасниці
Нижче наведено пари, які отримали вайлдкард на участь в основній сітці:
- Корінна Дентоні /  Анастасія Гримальська
- Карін Кнапп /  Флавія Пеннетта

## Переможниці

### Одиночний розряд
- Роберта Вінчі —  Сара Еррані, 6–3, 3–6, 6–3

### Парний розряд
- Крістіна Младенович /  Катажина Пітер —  Кароліна Плішкова /  Крістина Плішкова, 6–1, 5–7, [10–8]